# Даніель Тур
Даніель Тур (нім. Daniel Thur, нар. 28 квітня 1998, Дармштадт, Німеччина) — німецький футболіст, що грає на позиції півзахисника у клубі «Дармштадт 98».

## Клубна кар'єра
Станом на 2016 рік:
| Клуб             | Клуб             | Клуб             | Ліга | Ліга | Кубок | Кубок | Загалом | Загалом |
| Сезон            | Клуб             | Ліга             | Ігри | Голи | Ігри  | Голи  | Ігри    | Голи    |
| Німеччина        | Німеччина        | Німеччина        | Ліга | Ліга | Кубок | Кубок | Загалом | Загалом |
| ---------------- | ---------------- | ---------------- | ---- | ---- | ----- | ----- | ------- | ------- |
| 2014–            | «Дармштадт 98»   | Бундесліга       | 0    | 0    | 0     | 0     | 0       | 0       |
| Загалом          | Німеччина        | Німеччина        | 0    | 0    | 0     | 0     | 0       | 0       |
| За всієї кар'єри | За всієї кар'єри | За всієї кар'єри | 0    | 0    | 0     | 0     | 0       | 0       |